# Chiesa cattolica in Qatar

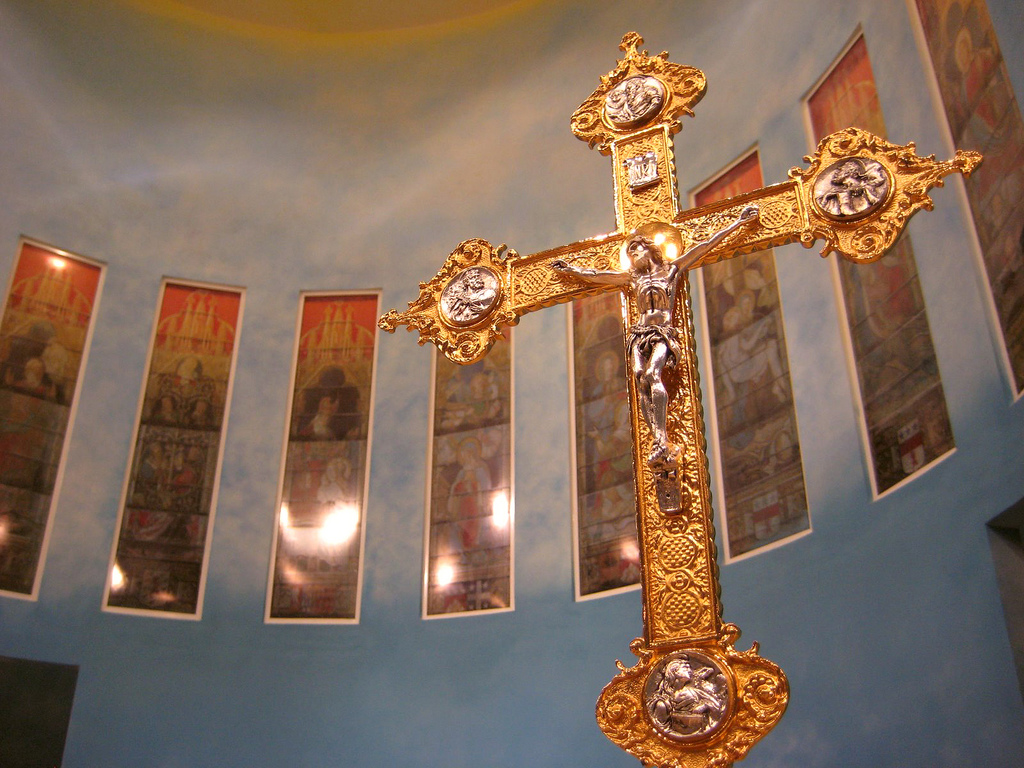
Interno della Chiesa di Doha

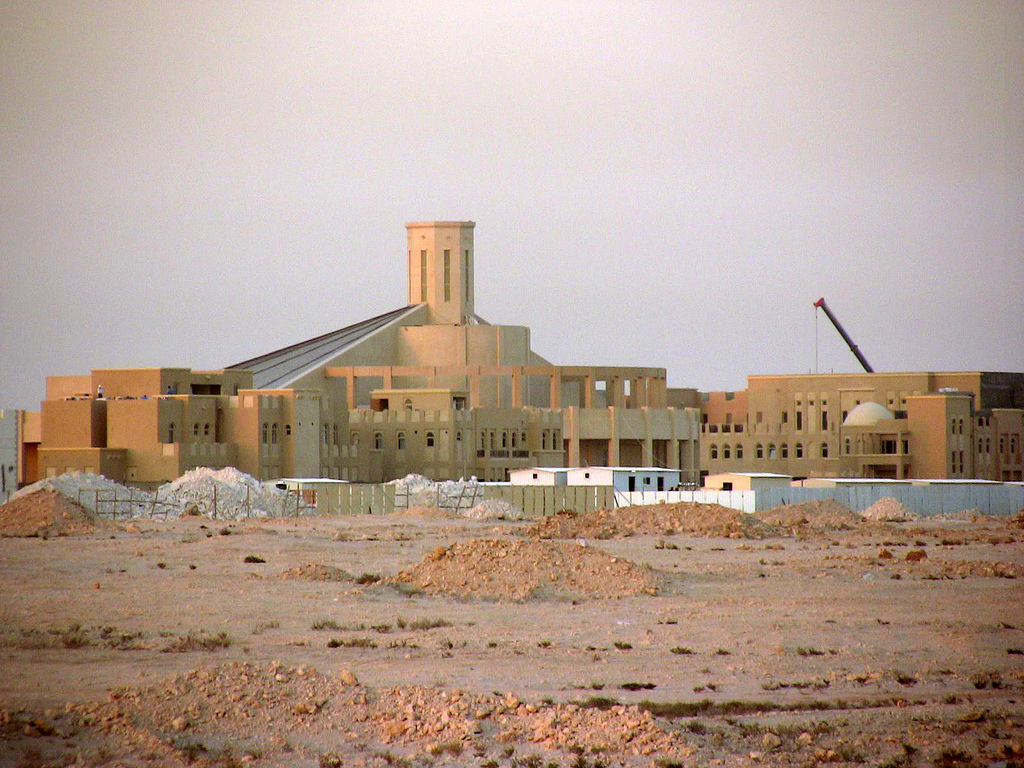
Chiesa di Doha in costruzione

La Chiesa cattolica in Qatar è parte della Chiesa cattolica universale in comunione con il vescovo di Roma, il Papa.

## Situazione
Il cristianesimo è una religione minoritaria essendo il Qatar prevalentemente islamico. I cattolici costituiscono poco meno del 10% della popolazione.
Il governo ha avviato una politica di tolleranza verso il cattolicesimo. Ne è stata testimonianza, nel 1999, l'approvazione ufficiale della costruzione della prima chiesa cattolica nella capitale Doha, la Chiesa di Nostra Signora del Rosario, aperta il 15 marzo 2008. Per richiesta del governo, l'edificio della chiesa non presenta alcun segno religioso esterno (croce o campane).

## Legislazione in materia di religione
In Qatar l'islam è la religione di stato e il diritto musulmano è la fonte principale della legislazione.

La legge attuale riconosce ufficialmente alcune religioni non musulmane, tra cui la Chiesa cattolica e le principali confessioni del cristianesimo. Prima del 1999 era vietata la pratica pubblica di ogni religione all'infuori dell'islam.
Rimangono forti limiti alla libertà religiosa. Secondo la legge, convertirsi dall'islam a un'altra religione o rinunciare all'islam è considerato apostasia ed è un reato capitale, che può essere punito anche con la pena di morte. I cristiani quindi non possono svolgere alcuna opera di evangelizzazione.
In Qatar non esistono diocesi cattoliche. Il Paese arabo è compreso nel vicariato apostolico dell'Arabia settentrionale con sede ad Awali, in Bahrein.

## Nunziatura apostolica
Il 18 novembre 2002 il Qatar e la Santa Sede hanno stabilito relazioni diplomatiche: è stata, così, costituita la nunziatura apostolica, separandola dalla delegazione apostolica nella Penisola Arabica. Il nunzio apostolico è anche nunzio in Kuwait e in Bahrein e risiede in Kuwait.

### Nunzi apostolici
- Giuseppe De Andrea † (29 novembre 2003 - 27 agosto 2005 ritirato)
- Paul-Mounged El-Hachem † (27 agosto 2005 - 2 dicembre 2009 ritirato)
- Petar Rajič (2 dicembre 2009 - 15 giugno 2015 nominato nunzio apostolico in Angola e a São Tomé e Príncipe)
- Francisco Montecillo Padilla (6 maggio 2017 - 17 aprile 2020 nominato nunzio apostolico in Guatemala)
- Eugene Martin Nugent, dal 7 gennaio 2021